# المسيحية في بوركينا فاسو

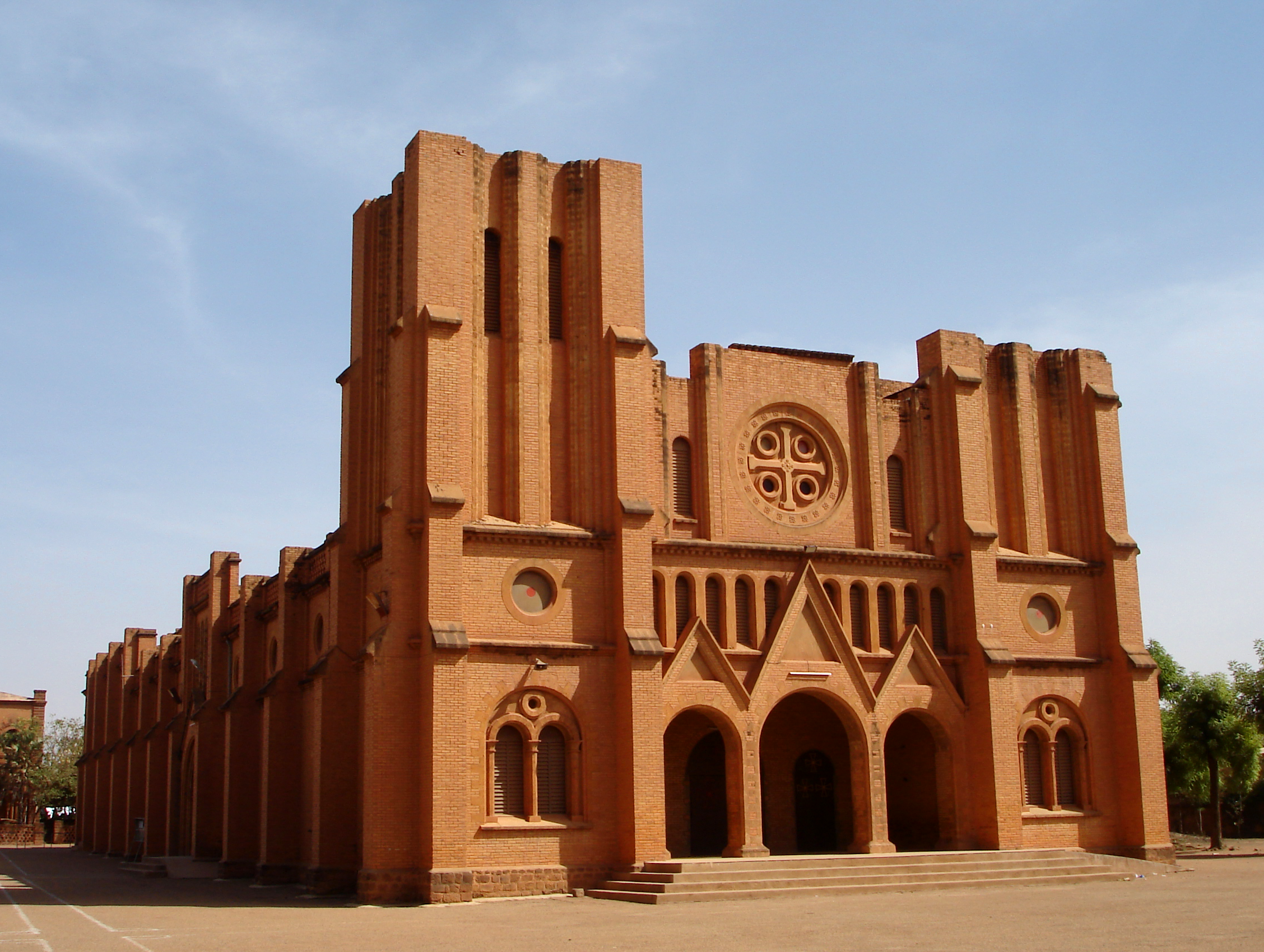
كاتدرائية واغادوغو.

تُشكل المسيحية في بوركينا فاسو ثاني أكثر الديانات إنتشاراً بين السكان بعد الإسلام؛ في عام 2006 وصلت نسبة أتباع الديانة المسيحية إلى حوالي 23.2% من مجمل السكان، وينتمي معظمهم إلى الكنيسة الرومانية الكاثوليكية إلى جانب أقلية من مسيحيي البلاد تتبع الكنائس البروتستانتية المختلفة. ويُقيم المسلمون إلى حد كبير في مناطق الحدود الشمالية والشرقية والغربية من البلاد، بينما يعيش المسيحيون في وسط البلاد. ووفقاً للدستور تُعد بوركينا فاسو دولة علمانية، ويُمارس المسيحيين معتقداتهم بحرية ومن دون تدخل الحكومة. ولا يوجد دين رسمي للدولة، والحكومة لا تدعم ولا تفضل أي دين معين. وتعد عدد من الأعياد المسيحية مثل عيد القيامة وعيد الصعود ويوم انتقال العذراء وعيد جميع القديسين وعيد الميلاد عطل وطنية. وتلعب المدارس المسيحية دور هام في الحياة التعليمية للبلاد، وهي أبرز إرث مسيحي في البلاد.

## تاريخ

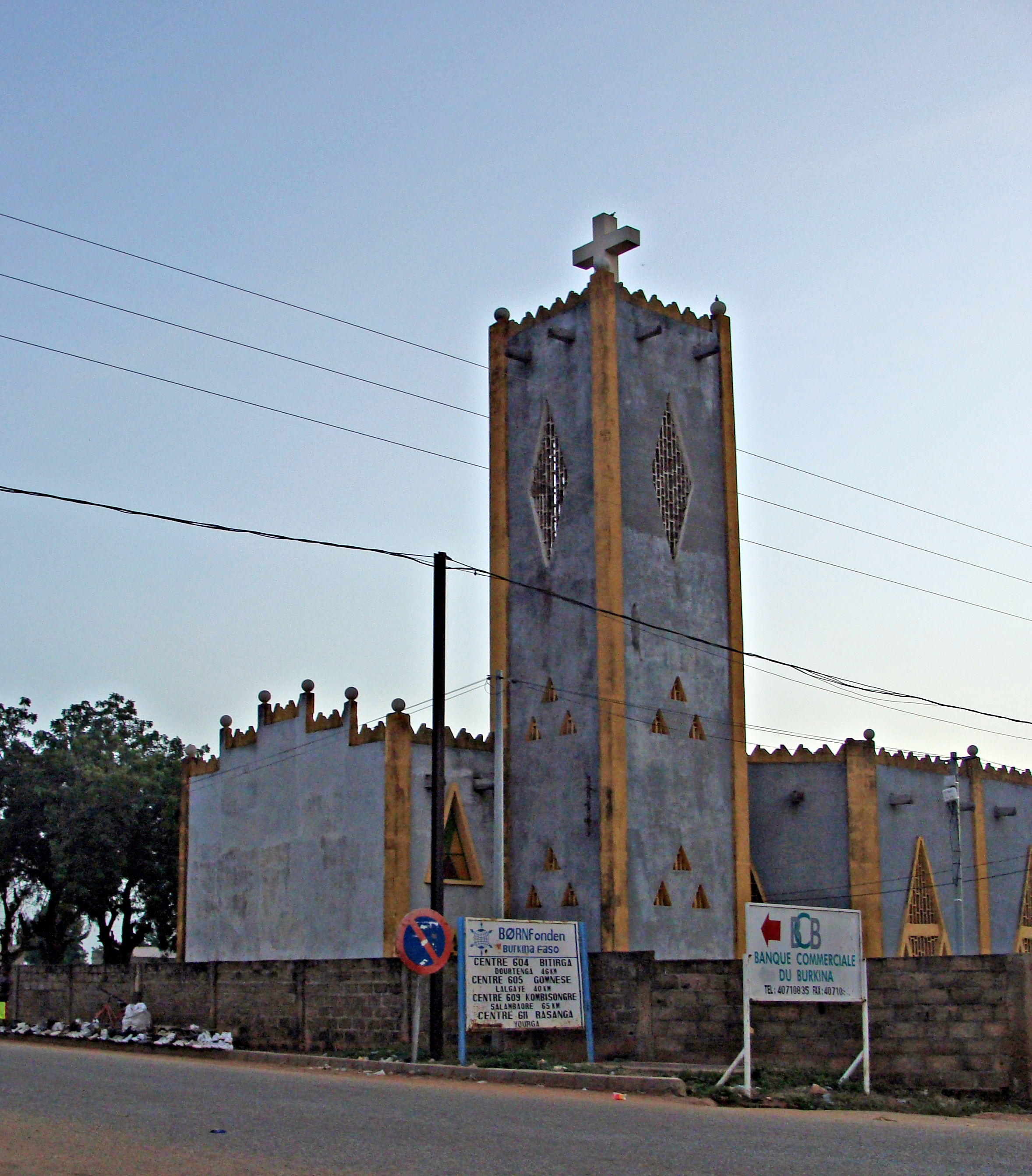
كنيسة في تينكودوجو.

يعود وصول النفوذ الإسلامي إلى القرن الحادي عشر، عندما كانت الأراضي البوركينية الحالية تحكمها ممالك موسي المتنافسة، على الرغم من أن جزءاً كبيراً من السكان كانوا لا يزالون يحتفظون بمعتقداتهم الأصلية. في عام 1896 دخل الفرنسيون المنطقة ودمجوا بوركينا فاسو في السودان الفرنسي (مالي حالياً) ثم أطلقوا عليها فيما بعد اسم جمهورية فولتا العليا، وبدأ التبشير الكاثوليكي فور وصول المستعمرين، عندما سافر الآباء البيض من الجزائر ومن السودان. وتأسست بعثات كاثوليكية في واغادوغو في عام 1900 وعام 1901 على التوالي. ساعدت المبشرة جوانى تيفينود على ترسيخ الكاثوليكية في البلاد على مدى العقود الخمسة التالية. حتى يومنا هذا، فإنَّ معظم المسيحيين بشكل عام هم من نسل أتباع الديانات الأفريقية التقليدية الذين تحولوا إلى المسيحية خلال الحقبة الإستعماريَّة. حتى القرن التاسع عشر، كان معظم السكان من غير المسلمين. جرت عمليات التعميد الأولى للعرقية البوركينية في عام 1905. وصلت الأخوات البيض في عام 1911، وفي عام 1922، تم تشكيل جماعة محلية تسمى الأخوات السود للحبل بلا دنس. كانت التحويلات إلى المسيحية أكثر شيوعًا بين شعب الموسي، الذين انضموا سابقاً إلى الإسلام. افتتحت مدرسة صغيرة في عام 1926 وأخرى رئيسية في عام 1942. وفي عام 1955، تم إنشاء أبرشية واغادوغو لتكون المقر الأسقفي الوحيد في البلاد. وتم تعيين ديودوني يوغباري أسقفًا في عام 1956، وهو أول مواطن من غرب أفريقيا يتلقى الرسامة الأسقفية.
في عام 1960 أصبحت جمهورية فولتا العليا دولة مستقلة، لكنها شهدت انقلاباً عسكرياً بعد ست سنوات. استمرت سلسلة من الانقلابات والديكتاتوريات العسكرية حتى عام 1991، عندما أجرت البلاد أول انتخابات متعددة الأحزاب ووضعت دستوراً جديداً. في عام 1980 وعام 1990، استقبلت بوركينا فاسو زيارات حبريَّة من البابا يوحنا بولس الثاني، والذي شجع الكاثوليك على الوصول إلى حوار مع المؤمنين من الديانات الأخرى، بالإضافة إلى التوسط لإلغاء الديون الخارجية لبوركينا فاسو، ومواجهة خطر تصحر الصحراء من خلال مؤسسة يوحنا بولس الثاني لمنطقة دول الساحل. ابتداءً من عام 1996، تبرعت الجمعية الخيرية الخاصة بالبابا، كور أونوم، بملايين الدولارات لتعزيز الري في المنطقة ومكافحة مخاطر الفقر والجوع والصحة الناجمة عن زيادة المناطق الصحراوية.

### الوضع الحالي

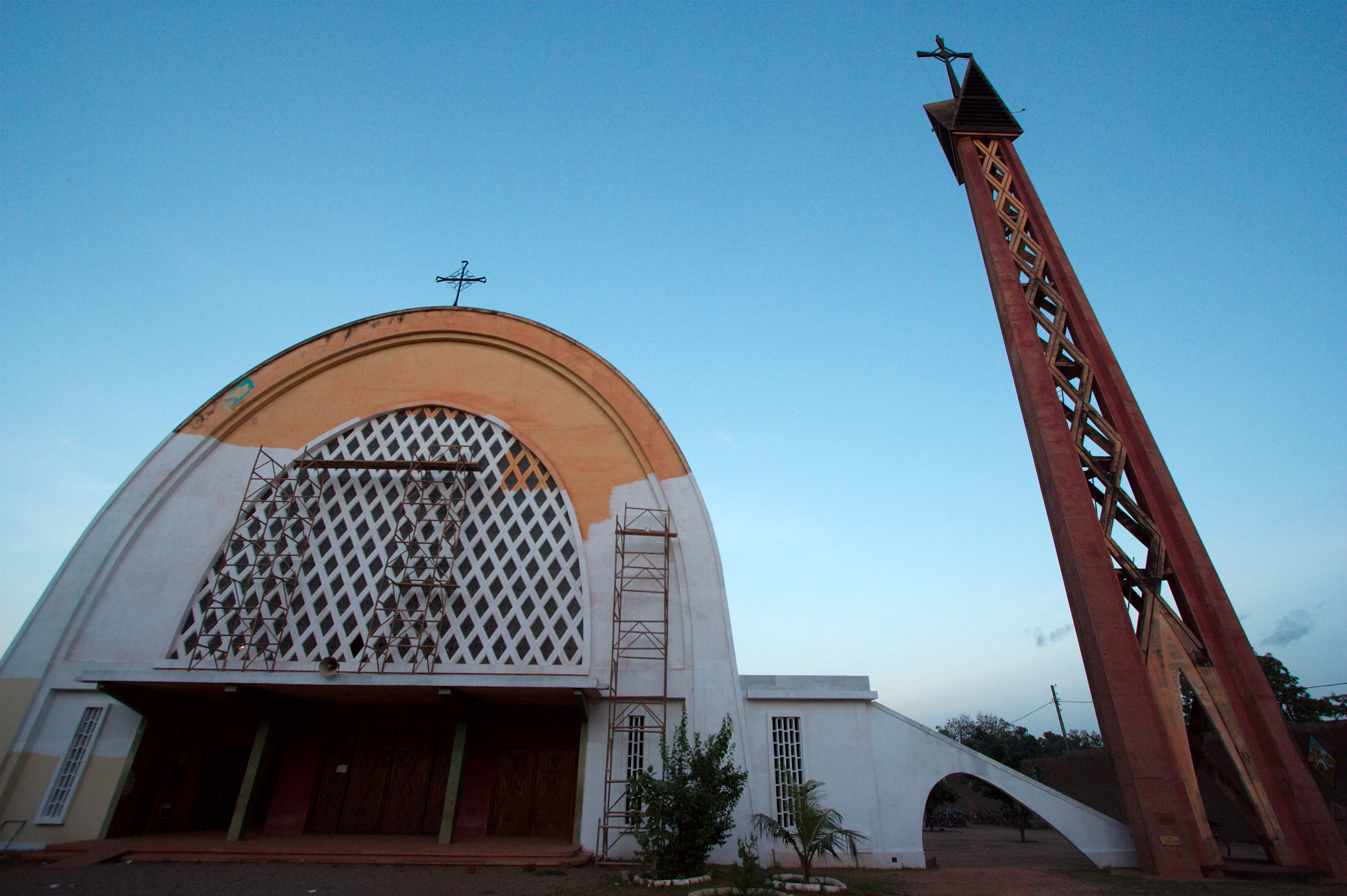
كاتدرائية بوبوديولاسو.

تدير الكنائس الكاثوليكية والبروتستانتية شبكة من المدارس الابتدائية والثانوية، وتلعب المدارس المسيحية دور هام في الحياة التعليمية للبلاد، وهي أبرز إرث مسيحي في البلاد. ولعب التفسير الحرفي للتوراة عند مسيحيين البلاد دوراً هامّاً في تثبيت ختان الذكور بينهم، حيث أن 93% من مسيحيين بوركينا فاسو الذكور مختونين. وبحسب تقرير لبي بي سي تتمتع البلاد بتاريخ من التسامح الديني، ومن المألوف رؤية أسر مكونة من كل من المسلمين والمسيحيين، ويتزوج عدد من الرجال المسيحيين في البلاد من النساء المُسلمات. وفقًا لمؤسسة «عون الكنيسة المتألمة»، فإن الحكومة تراجع مناهج التعليم الديني للمدارس التي تديرها المؤسسات الدينية من أجل «فرض معايير الاحتراف». ومع ذلك، بما أن العديد من المدارس الإسلامية في بوركينا فاسو غير مسجلة لدى الحكومة، فإن سيطرة الدولة لا تنطبق بنفس القدر من الصرامة على المُسلمين.
أشارت منظمات حقوقية إلى حالات قتل لمسيحيين على خلفية دينية وتدمير الكنائس، المسلمون الذين تحولوا إلى المسيحية هم أكثر الجماعات المسيحية تعرضاً للاضطهاد في البلاد. حيث أنَّ أفراد الأسرة وأفراد المجتمع يرفضونهم ويجبرونهم على نبذ المسيحية. هناك خوف في هذه المجموعة من التعبير عن إيمانهم في الأماكن العامة بسبب التهديدات. مع صعود التطرف الإسلامي، اكتسبت العديد من المنظمات المتطرفة قوة، وأهمها الجماعة النيجيرية بوكو حرام. وقد جلب الرئيس الكاثوليكي المنتخب في انتخابات عام 2015، روش مارك كريستيان كابوري، الأمل لكثير من المسيحيين في البلاد، لكن القوى الإسلاموية بدأت في إحداث المزيد من الهجمات منذ انتخابه، سواء ضد الكنائس الكاثوليكية أو الكنائس المسيحية الأخرى في بشكل عام، في بوركينا فاسو ودول الساحل الأخرى.

## ديموغرافيا وانتشار

### انتشار

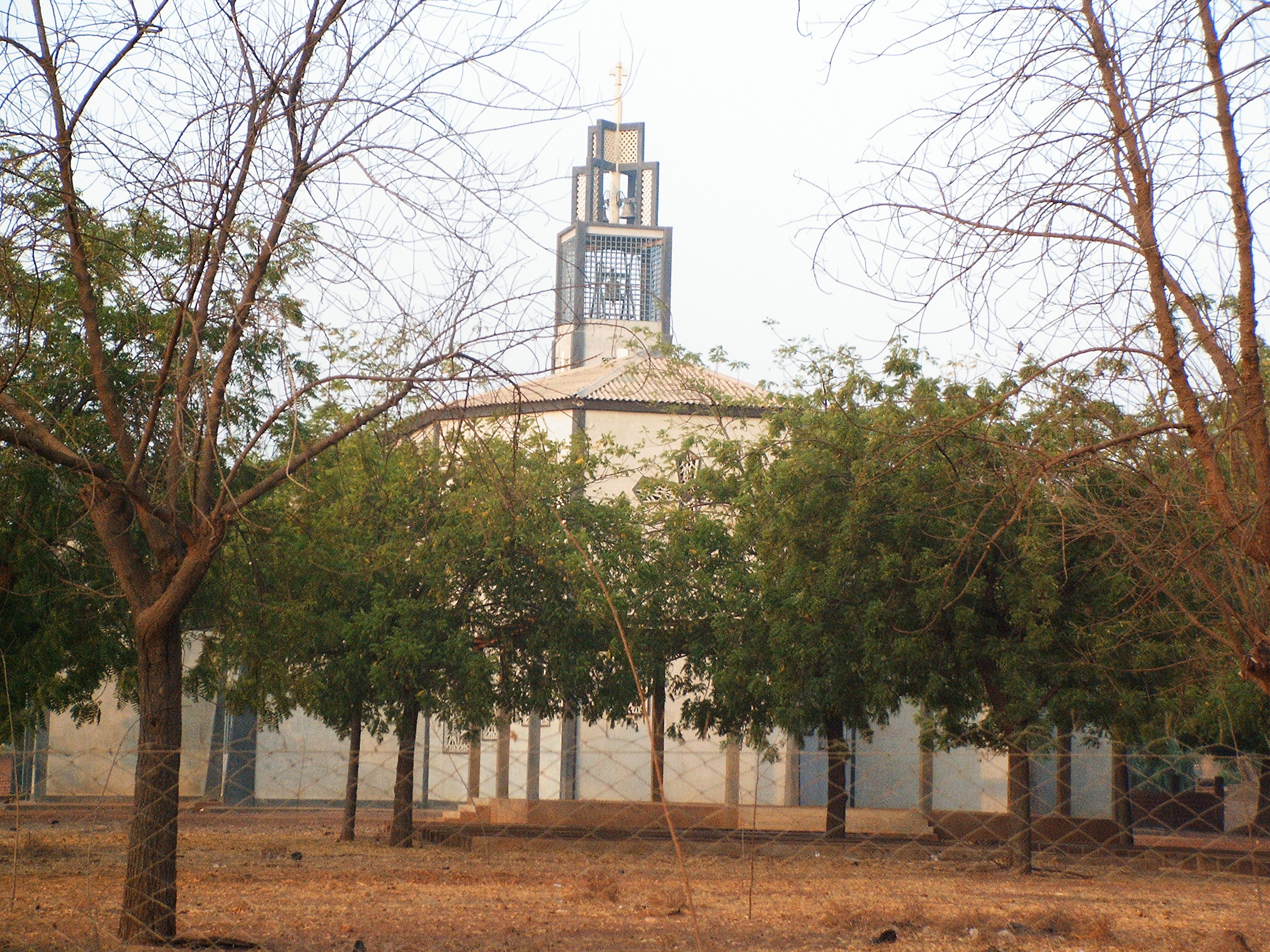
كاتدرائية سيدة المعونة الدائمة في نؤنا.

يتركز المسيحيين بشكل خاص في وسط البلاد، ويتوزع سكان العاصمة واغادوغو بين السكان المسلمين والمسيحيين؛ تضم البلاد مجتمعات من التجار المهاجرين السوريين واللبنانيين في أكبر مدينتين في البلاد، ويعتنق أغلبيتهم الساحقة (أكثر من 90%) الديانة المسيحية. يعود الوجود الكاثوليكي الأول إلى ما هو اليوم وصلت بوركينا فاسو إلى المستعمرين الفرنسي في عام 1896. في عام 1900 وعام 1901 تم إنشاء بعثات كاثوليكية في كوبيلا وواغادوغو على التوالي، وساعد وجواني ثيفنود، وهو مبشر على توطيد الكاثوليكية في البلاد على مدى العقود الخمسة التالية. وعين الكاهن يوجباره كأسقف في كوبيلا في 29 فبراير من عام 1956 ليصبح أول أسقف كاثوليكي أفريقي. ويتوزع كاثوليك البلاد على ثلاثة أسقفيات والتي تضم 12 أبرشية رومانية كاثوليكية منتشرة في جميع أنحاء البلاد.

### تعداد
الإحصائيات حول الدين في بوركينا فاسو غير دقيقة، لأنه في العديد من الحالات يتم ممارسة الديانة الإسلاية م والمسيحية مع الديانات الأفريقية التقليدية. بحسب تقديرات حكومة بوركينا فاسو في إحصاءها الأخير عام 2006 حوالي 60.5% من السكان يعتنقون الإسلام ديناً، وغالبية مسلمي البلاد تتبع مذهب أهل السنة والجماعة، إلى جانب أقلية متنامية تتبع المذهب الشيعي. وقدرت الحكومة أيضاً أن حوالي 23.2% يعتنقون المسيحية ديناً، وحوالي 19% من أتباع الكنيسة الرومانية الكاثوليكية وحوالي 4.2% من أتباع الطوائف البروتستانتية، ويمارس حوالي 15.3% يتبعون معتقدات الديانات الأفريقية التقليدية، وحوالي 0.6% من أتباع الديانات الأخرى، وحوالي 0.4% لادينيين. وبحسب دراسة تعود إلى عام 2015 حوالي 200,000 مسلم تحول إلى المسيحية في بوركينا فاسو.
| عام                                  | الإسلام | الكاثوليكية | البروتستانتية | الديانات الأفريقية التقليدية | أديان أخرى | لادينية |
| ------------------------------------ | ------- | ----------- | ------------- | ---------------------------- | ---------- | ------- |
| تعداد 2006                           | 60.5%   | 19%         | 4.2%          | 15.3%                        | 1.0%       | 0.4%    |
| إحصائيَّة الديموغرافيا والصحة عام 2010 | 61.6%   | 23.2%       | 6.7%          | 7.3%                         | 0.2%       | 0.9%    |